# Ototettix auritus
Ototettix auritus är en insektsart som beskrevs av Oshanin 1913. Ototettix auritus ingår i släktet Ototettix och familjen Dictyopharidae. Inga underarter finns listade i Catalogue of Life.